# Resolutie 1783 Veiligheidsraad Verenigde Naties
Resolutie 1783 van de Veiligheidsraad van de Verenigde Naties werd unaniem door de
VN-Veiligheidsraad aangenomen op 31 oktober 2007 en
verlengde het mandaat van de VN-missie in de Westelijke Sahara met een half jaar.

## Achtergrond
Begin jaren 1970 ontstond een conflict tussen Spanje, Marokko, Mauritanië en de Westelijke
Sahara zelf over de Westelijke Sahara dat tot dan in Spaanse handen was. Marokko legitimeerde zijn aanspraak op
basis van historische banden met het gebied. Nadat Spanje het gebied opgaf bezette Marokko er twee derde van. Het
land is nog steeds in conflict met Polisario dat met steun van Algerije de onafhankelijkheid
blijft nastreven. 
Begin jaren 1990 kwam er een plan op tafel om de bevolking van de Westelijke Sahara
via een volksraadpleging zelf te laten beslissen over de toekomst van het land. Het was de taak van de VN-missie
MINURSO om dat referendum
op poten te zetten. Het plan strandde later echter door aanhoudende onenigheid tussen de beide partijen, waardoor
ook de missie nog steeds ter plaatse is.

## Inhoud

### Waarnemingen
De Veiligheidsraad herhaalde zijn oproep aan de partijen en landen in en rond de Westelijke Sahara om de
impasse te doorbreken en verder te onderhandelen over een politieke oplossing. De Raad nam ook akte van het voorstel
dat Marokko op 11 april had gedaan en verwelkomde de inspanningen van dat land. Verder werd akte genomen
van het voorstel van Polisario een dag eerder. Intussen waren ook 2 onderhandelingsronden gehouden en hadden
de partijen ingestemd deze voort te zetten.

### Handelingen
De partijen werden aldus opgeroepen de onderhandelingen onvoorwaardelijk voort te zetten om tot een duurzame
politieke oplossing te komen die zelfbeschikking voor de bevolking van de Westelijke
Sahara inhield.
Verder werd het mandaat van de MINURSO-missie
verder verlengd tot 30 april 2008.

## Verwante resoluties
- Resolutie 1720 Veiligheidsraad Verenigde Naties (2006)
- Resolutie 1754 Veiligheidsraad Verenigde Naties
- Resolutie 1813 Veiligheidsraad Verenigde Naties (2008)
- Resolutie 1871 Veiligheidsraad Verenigde Naties (2009)

Lijst ·  1739 ·  1740 ·  1741 ·  1742 ·  1743 ·  1744 ·  1745 ·  1746 ·  1747 ·  1748 ·  1749 ·  1750 ·  1751 ·  1752 ·  1753 ·  1754 ·  1755 ·  1756 ·  1757 ·  1758 ·  1759 ·  1760 ·  1761 ·  1762 ·  1763 ·  1764 ·  1765 ·  1766 ·  1767 ·  1768 ·  1769 ·  1770 ·  1771 ·  1772 ·  1773 ·  1774 ·  1775 ·  1776 ·  1777 ·  1778 ·  1779 ·  1780 ·  1781 ·  1782 ·  1783 ·  1784 ·  1785 ·  1786 ·  1787 ·  1788 ·  1789 ·  1790 ·  1791 ·  1792 ·  1793 ·  1794